# Споменик војводи Степи Степановићу у Београду
Споменик војводи Степи Степановићу  је споменик у Београду. Налази се у насељу Кумодраж у општини Вождовац.
Посвећен је Степи Степановићу, српском и југословенском војводи. Споменик је израђен у бронзи, а постављен у близини Степановићеве родне куће. Висине је 4,5 метара, а ауторка споменика је  српска скулпторка Дринка Радовановић.
Споменик идентичан овом у Кумодражу налази се у Лозници и Чачку, где је Степановић сахрањен.